# Empire du Monomotapa

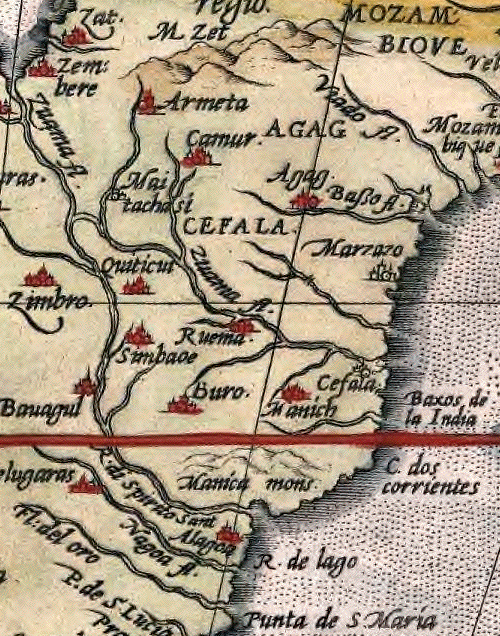
Carte régionale de 1570.

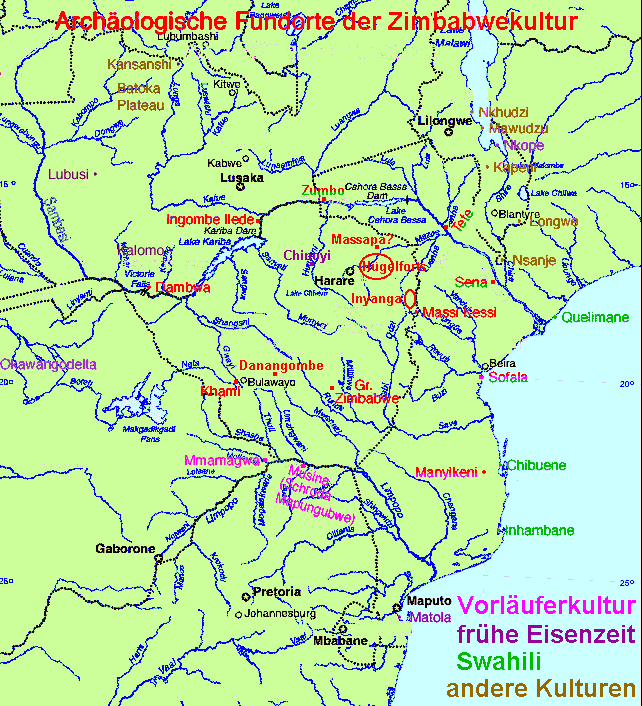
Carte du Monomotapa (Zimbabwe).

1430–1760
Entités précédentes :
- Royaume du Zimbabwe

Entités suivantes :
- Empire Rozwi
- Mozambique portugais

L'empire du Monomotapa, aussi appelé empire du Grand Zimbabwe, Mwene Mutapa, Munhumutapa, ou Mutapa, était un royaume (c. 1450-1629) situé en Afrique australe et recouvrant les territoires des actuels Zimbabwe et Mozambique méridional, au sud du Zambèze. Sa capitale était le Grand Zimbabwe.

## Histoire

### Origine
La période pré-Monomotapa s'étend du IVe au XVe siècle. Dans les premières années de l'ère chrétienne, avant le IVe siècle, les agriculteurs mineurs, nommés Batonga, arrivent du Sud du Zimbabwe et s'installent dans les régions minières, à l'Ouest du Zimbabwe.
Vers le xie siècle, arrivent les bâtisseurs appelés Shonas. Ceux-ci construisent des agglomérations de pierre dont la plus curieuse et la plus vaste est celle du Grand Zimbabwe, construit en 1100 et 1450. Ce terme signifie d'ailleurs « maison de pierre ».
À l'origine de cette construction ainsi que de la centaine d'autres sites similaire se trouve une organisation aristocratique que les historiens modernes nomment royaume du Zimbabwe (en). Le pouvoir en place et sa structure sont méconnus, cependant les interactions et le commerce avec les États côtiers tels que le sultanat de Kilwa sont attestés. Ce pouvoir contrôle l'exploitation de l'or et de l'ivoire ainsi que les échanges commerciaux. Cette dynamique commerciale est cruciale à l'émergence de ce pouvoir local.
Vers 1440, un certain Nyatsimba Mutota (connu aussi sous son nom de guerre Mutapa), du clan des Rozwi, entreprend la conquête du plateau rhodésien. Son fils et successeur Matope (1450-1480), grand conquérant, occupe un territoire qui s'étend sur la quasi-totalité de l'actuel Zimbabwe et une partie du Mozambique limitrophe. Il est d'ailleurs considéré comme le vrai fondateur du royaume de Monomotapa.
Mutota et son fils Matope reçoivent le surnom de Mwene-Mutapa (signifiant « seigneur des terres dévastées »), transcrit en portugais en monomotapa, et traduit par « seigneur des mines ».

### Apogée

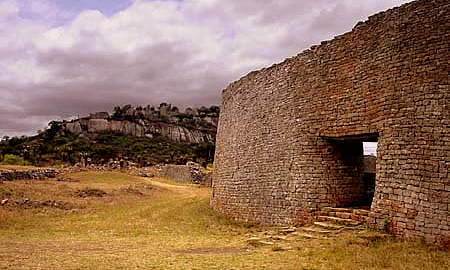
L'enceinte de Grand Zimbabwe, la capitale.

Le Monomotapa atteint son apogée autour des années 1440 grâce au commerce de l'or. Celui-ci était exporté depuis le territoire de l'empire vers le port de Sofala au sud du delta du Zambèze, où les commerçants Indiens l'achetaient : les textiles du Gujarat étaient échangés contre l'or le long des côtes. Mais, rapidement, la pression des commerçants Portugais et Arabes commença à changer l'équilibre des forces dans la région.
Les Portugais entamèrent leurs tentatives de dominer l'empire du Monomotapa dès 1505 mais restèrent confinés sur la côte pendant de longues années, d'après Fernand Braudel jusqu'en 1513.

### Déclin
L'empire du Monomotapa déclina pour des causes internes : luttes entre factions rivales et épuisement de l'or des rivières qu'il contrôlait. Le commerce de l'or fut ensuite remplacé par le commerce des esclaves. À cette époque, les États arabes de Zanzibar et Kilwa devinrent dominants dans la région grâce à la traite des Noirs vers l'Arabie, la Perse et l'Inde.
En 1607, les Portugais obtiennent le monopole pour exploiter les mines d'or de la région, ce qu'ils ne feront finalement jamais.
L'empire fut finalement conquis en 1629 par les Portugais et ne retrouva jamais son indépendance. Les derniers représentants des familles royales établirent un autre royaume Mutapa au Mozambique, parfois appelé « Karanga ». Les rois Karanga s'appelaient mambos (pluriel) et régnèrent sur la région jusqu'en 1902.

## Empereurs et rois

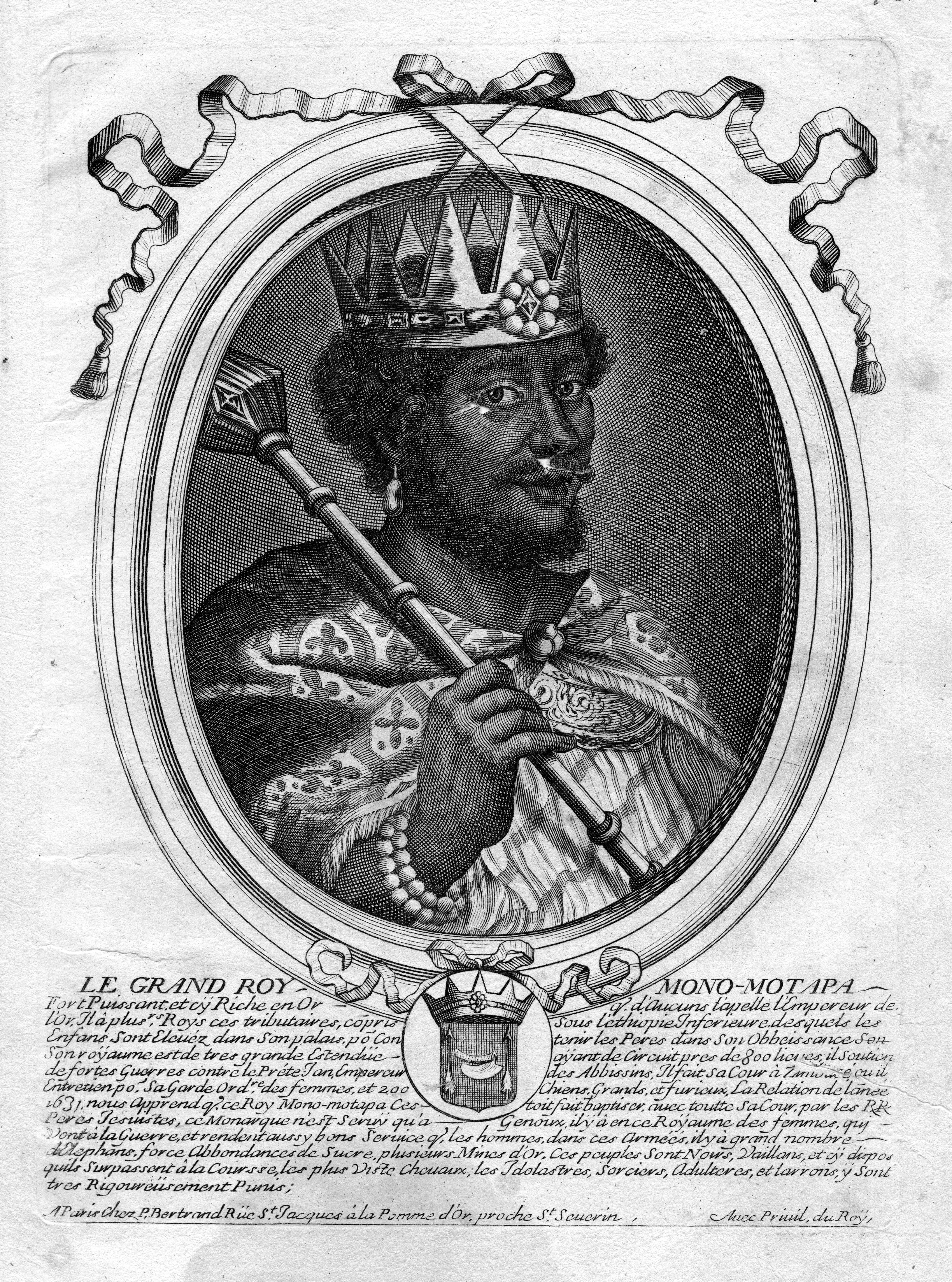

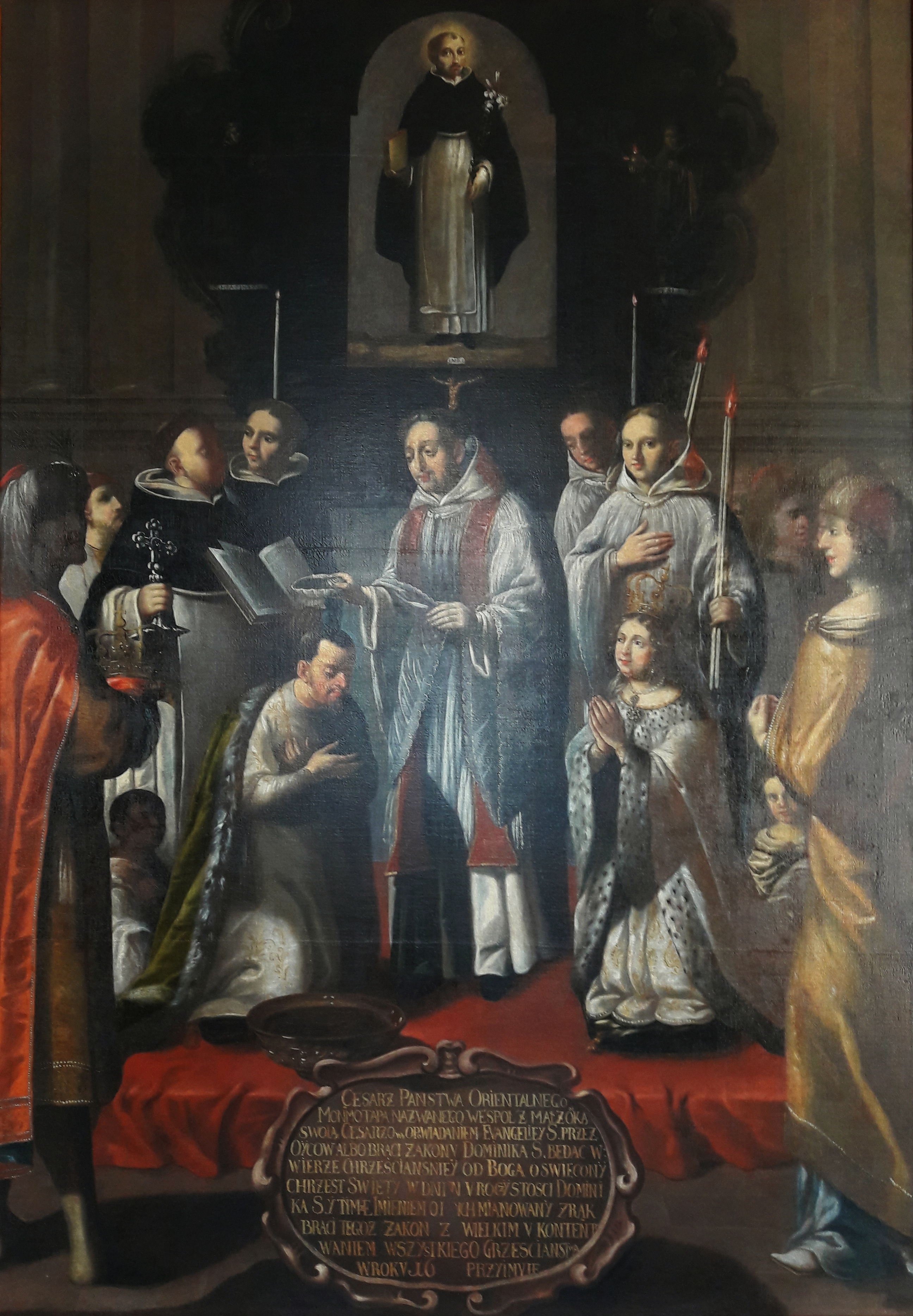
Baptême du roi Siti de Mutapa en 1652 par atelier de Tomasz Muszyński, 1683, monastère dominicain à Lublin.

- Mwenes ou Monomatapas du premier Empire Mutapa (Monomotapa)
  - Nyatsimba Mutota (c. 1430–c. 1450)
  - Matope Nyanhehwe Nebedza (c. 1450–c. 1480)
  - Mavura Maobwe (1480)
  - Mukombero Nyahuma (1480–c. 1490)
  - Changamire (sn) (1490–1494)
  - Kakuyo Komunyaka (1494–c. 1530)
  - Neshangwe Munembire (c. 1530–c. 1550)
  - Chivere Nyasoro (c. 1550–1560)
  - Chisamharu Negomo Mupuzangutu (1560–1589)
  - Gatsi Rusere (1589–1623)
  - Nyambo Kapararidze (1623–1629)
- Mwenes ou Monomatapas du deuxième royaume Mutapa (Karanga) :
  - Cangara II (1803-1804)
  - Mutiwapangome (1804-1806)
  - Mutiwaora (1806)
  - Cipfumba (1806-1807)
  - Nyasoro (1807-1828)
  - Cimininyambo ou Kandeya II (1828-1830)
  - Dzeka (1830-1849)
  - Kataruza (1849-1868)
  - Kandeya III (1868-1870)
  - Dzuda (1870-1887)
  - Cioko Dambamupute (1887-1902)

## Le rôle du commerce de l'or
L'empire a eu un autre effet indirect sur l'histoire de l'Afrique Australe. L'or de l'empire inspira aux Européens la croyance que le Monomotapa détenait les légendaires mines du roi Salomon mentionnées dans la Bible. Cette croyance fut l'un des facteurs qui conduisit la compagnie néerlandaise des Indes orientales (VOC) à fonder la colonie du Cap, qui débouchera sur la création de l'État d'Afrique du Sud.
Ces légendes ne sont pas la raison première de la fondation de la ville (Le Cap fut d'abord une escale à mi-parcours des routes maritimes entre l'Europe et l'Inde), mais elles furent abondamment utilisées par la VOC pour convaincre des colons crédules de venir s'y établir, rêvant de trouver la mythique cité de l'Or « Ophir » ou « Zand », tout comme les premiers colons en Amérique du Sud recherchaient l'Eldorado. Les noms d'Ophir (de l'hébreu אוֹפִיר, port ou pays biblique connu pour sa richesse en or) et de Zand (du persan زنگبار Zanj, Zanji-bar signifiant depuis l'Antiquité la « Côte des Noirs » d'où le nom de Zanzibar) ont agi comme des aimants sur les colons néerlandais et autres.
Ce n'est pas l'empire du Monomotapa, mais l'Afrique du Sud qui avait les plus grandes réserves d'or, dans ce qui devint plus tard Johannesbourg, mais cela prit environ deux siècles avant qu'on ne les découvrît. Johannesburg est encore souvent citée comme la « cité de l'or » et en fait son nom reflète exactement cela dans la plupart des langues indigènes (« Gauteng » en sotho ou « Egoli » en zoulou).

### Littérature
- Jean-Bertrand Pontalis, Le songe de Monomotapa (roman), 2005.
- La Fontaine, Les Deux Amis (fable) (lire en ligne).

#### Sources anciennes
- Hermenegildo Carlos de Brito Capello et Roberto Ivens, Quelques notes sur l'établissement et les travaux des Portugais au Monomotapa, 1889, 70 p.
- (pt) Antonio Pereira de Paiva e Pona, Dos primeiros trabalhos dos Portuguezes no Monomotapa : o padre D. Gonçalo de Silveira, 1560 : memoria apresentada á 10.a sessão do Congresso internacional dos orientalistas, Imprensa nacional, 1892, 101 p.

#### Sources contemporaines
- Fernand Braudel, Civilisation matérielle et capitalisme, XVe – XVIIIe siècle, vol. III : Le temps du monde, Armand Colin, 1979.
- (en) Innocent Pikirayi, The archaeological identity of the Mutapa state : towards an historical archaeology of northern Zimbabwe (thèse remaniée), Uppsala, Societas archaeologica Upsaliensis, 1993, 200 p. (ISBN 91-506-1007-4).
- William Graham Lister Randles, L'Empire du Monomotapa du XVe au XIXe siècle, Paris, La Haye, École des hautes études en sciences sociales, Mouton, 1975, 167 p. (ISBN 2-7193-0415-8).
- (pt) António Luís Ferronha (dir.) (introd., modernisation du texte et notes par António Luís Ferronha), O Monomotapa, Lisbonne, Grupo de trabalho do Ministério da Educação para as comemorações dos Descobrimentos portugueses, 1994, 109 p. (ISBN 972-8186-00-2).
- « Une civilisation africaine, le Monomotapa » [PDF], Université de Montpellier.
- (en) Paul Bairoch, Cities and economic development: from the dawn of history to the present, Chicago, University of Chicago Press, 1991, 596 p. (ISBN 0-226-03466-6, lire en ligne).
- (en) Roland Oliver et Anthony Atmore, Medieval Africa 1250–1800, Cambridge, Cambridge University Press, 1975, 738 p. (ISBN 0-521-20413-5, lire en ligne).
- (en) Oyekan Owomoyela, Culture and customs of Zimbabwe, Westport, Greenwood Publishing Group, 2002, 163 p. (ISBN 0-313-31583-3, lire en ligne ).
- (en) John Stewart, African States and Rulers, Jefferson, McFarland & Company, Inc., 1989, 395 p. (ISBN 0-89950-390-X, lire en ligne).
- François-Xavier Fauvelle-Aymar, L'Afrique ancienne: de l'Acacus au Zimbabwe : 20000 avant notre ère-XVIIe siècle, Belin, 2018 (ISBN 978-2-7011-9836-1, lire en ligne).